# 巴格达中央监狱

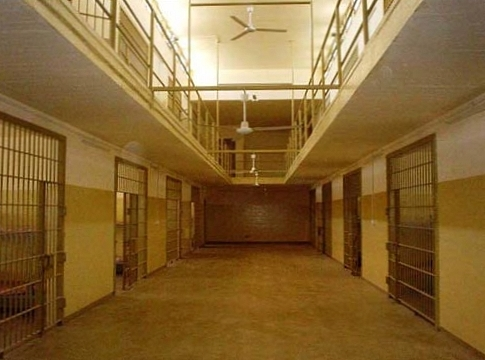
巴格达中央监狱牢房

巴格达中央监狱，舊称阿布格莱布监狱（阿拉伯语：‎ ‎；意为“乌鸦之父”或“乌鸦之所”），位於伊拉克巴格达以西32公里的阿布格莱布。在20世纪50年代由英国承包商所建。有观察者估计，2001年，该监狱大约关押了15000名犯人。萨达姆·侯赛因將許多政治异见人士關押於此，而且有数千名持不同政见者在該監獄遭到酷刑以及被处决。

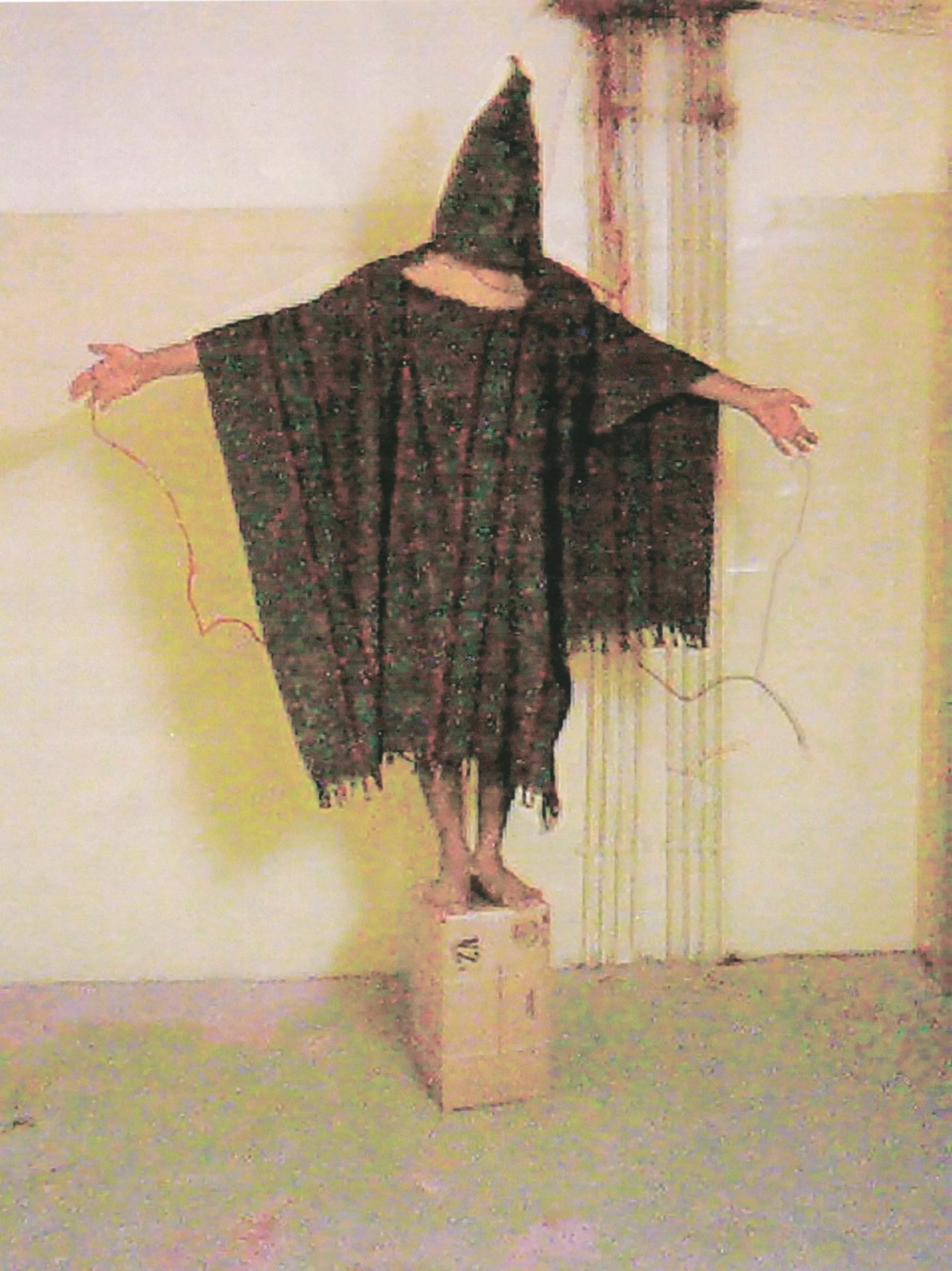
美军虐囚事件

在美军占领伊拉克的期间，这里爆发了美军虐囚丑闻。
33°17′30″N 44°03′56″E / 33.291667°N 44.065556°E

## 外部連結
- The Prisoner or: How I Planned to Kill Tony Blair（英语：The Prisoner or: How I Planned to Kill Tony Blair）, a documentary about the imprisonment and abuse of one Iraqi journalist, Yunis Khatayer Abbas（英语：Yunis Khatayer Abbas）, and his two brothers at Abu Ghraib prison.
- Standard Operating Procedure (film)（英语：Standard Operating Procedure (film)）